# Goyang
Goyang (고양시) es una ciudad localizada en la provincia de Gyeonggi, Corea del Sur. Goyang incluye la conurbación de Ilsan, que conecta a Seúl a través de la línea 3 del Metro de Seúl. Goyang limita con Seúl al sur. Fue una de las sedes de la Copa Mundial de Fútbol Sub-17 de 2007. Su área es de 267.29 km² y la población total en 2005 fue de 1.073.069.
- Datos: Q42061
- Multimedia: Goyang / Q42061